# Gare de Cagnes-sur-Mer
Gare de Cagnes-sur-Mer vasútállomás Franciaországban, Cagnes-sur-Mer településen.

## Vasútvonalak
Az állomást az alábbi vasútvonalak érintik:
- Marseille–Ventimiglia-vasútvonal

## Kapcsolódó állomások
A vasútállomáshoz az alábbi állomások vannak a legközelebb:
- Gare du Cros-de-Cagnes
- Gare de Villeneuve-Loubet-plage